# LIHG-Meisterschaft
Die LIHG-Meisterschaft war ein internationales Eishockeyturnier, das von 1912 bis 1914 ausgetragen wurde. Das Turnier wurde von der Ligue International de Hockey sur Glace (LIHG), der heutigen IIHF, organisiert.

## Geschichte
Das Turnier wurde 1912 von LIHG-Präsident Louis Magnus als Alternative zur Eishockey-Europameisterschaft gegründet. Im Gegensatz zur Europameisterschaft durften die nationalen Mannschaften bei der LIHG-Meisterschaft auch mit ausländischen Spielern antreten. Davon versprach man sich eine Verbesserung des Spielniveaus. Zudem nahmen am ersten Turnier auch die Oxford Canadians teil, eine Mannschaft kanadischer Studenten aus dem englischen Oxford, die Mitglied der LIHG war. Das Turnier wurde daher in der Presse auch als Weltmeisterschaft bezeichnet. Wie auch bei den Europameisterschaften wurden die Länder teilweise durch Clubmannschaften vertreten.
Das erste Turnier wurde vom Berliner Schlittschuhclub für Deutschland gewonnen, während die Oxford Canadians den zweiten Platz belegten und Belgien (Brussels Royal IHSC) Dritter wurde. Frankreich (Club des Patineurs de Paris) belegte den vierten Rang und die Schweiz den fünften und somit letzten Platz. Das Turnier fand in Brüssel, Belgien, vom 20. bis zum 24. März 1912 statt.
Aufgrund einer Fehde zwischen dem Franzosen Louis Magnus und dem Belgier Henri Van den Bulcke, der 1912 nach Magnus Rücktritt im Anschluss an die Europameisterschaft LIHG-Präsident wurde, boykottierte Belgien die LIHG-Meisterschaften 1913 und 1914, während Frankreich im gleichen Zeitraum die Europameisterschaften boykottierte.
Das zweite LIHG-Turnier fand in St. Moritz, Schweiz, vom 22. bis zum 24. Januar 1913 statt. Deutschland gewann das Turnier erneut mit vier Siegen in vier Spielen. Großbritannien belegte den zweiten Platz und Frankreich den dritten Rang. Böhmen bzw. die Schweiz belegten die beiden letzten Ränge.
Das dritte und letzte LIHG-Turnier fand vom 20. bis zum 22. Januar 1914 in Chamonix, Frankreich, statt. In diesem Jahr wurde das Turnier mit dem Coupe de Chamonix zusammengelegt. Mit einer Bilanz von drei Siegen aus drei Spielen gewann Großbritannien das Turnier, wobei es den Sieger der beiden ersten Ausgaben, Deutschland, mit 3:2 schlug. Deutschland belegte den zweiten Platz, Frankreich wurde Dritter und Böhmen Vierter.
Die Austragung des Wettbewerbs wurde durch den Ausbruch des Ersten Weltkriegs unterbrochen. Nach dem Krieg wurde er nicht wieder aufgenommen.

## Siegerliste
| Jahr | Gold        | Silber      | Bronze     | Austragungsort |
| ---- | ----------- | ----------- | ---------- | -------------- |
| 1912 | Deutschland | Kanada      | Belgien    | Brüssel        |
| 1913 | Deutschland | England     | Frankreich | St. Moritz     |
| 1914 | England     | Deutschland | Frankreich | Chamonix       |

## Platzierungen
| Land              | Club                        | 1912 | 1913 | 1914 |
| ----------------- | --------------------------- | ---- | ---- | ---- |
| Belgien           | Brussels Royal IHSC         | 3    | –    | –    |
| Böhmen            | HC Slavia Prag              | –    | 4    | 4    |
| Deutschland       | Berliner Schlittschuhclub   | 1    | 1    | 2    |
| England           | Princes Ice Hockey Club     | –    | 2    | 1    |
| Frankreich        | Club des Patineurs de Paris | 4    | 3    | 3    |
| Kanada            | Oxford Canadians            | 2    | –    | –    |
| Schweizer Auswahl | Schweizer Auswahl           | 5    | 5    | –    |